# Vas (provins)
Vas är en provins i västra Ungern vid gränsen till Österrike och Slovenien.